# ミラノ市電7100形電車
ミラノ市電7100形電車（ミラノしでん7100がたでんしゃ）は、イタリアの都市・ミラノの路面電車（ミラノ市電）の車両。バリアフリーに適した超低床電車で、アンサルドブレーダ（現：日立レール）が展開した路面電車ブランド「シリオ」の1車種である。

## 概要
ミラノで進められている路面電車路線の高規格化（メトロトランヴィア、Metrotranvia）の一環として導入された路面電車車両。2000年初頭にイタリアのアンサルドブレーダへ発注が実施され、2002年に最初の車両が導入された後、試運転を経て2003年から営業運転を開始した。
片運転台式の7車体連接車で、台車を持たないフローティング車体を台車を有する車体が挟み込む編成を組んでいる。車内は全体が床上高さを350 mmに抑えた低床構造となっており、車椅子用のフリースペースが車内に1箇所配置されている他、空調装置が完備されている。台車は車軸を持たない独立車輪式で、前後車体には主電動機に加えてVVVFインバータ制御方式（IGBT素子）の制御装置が配置されている。流線形を取り入れた車体デザインはピニンファリーナが担当している。

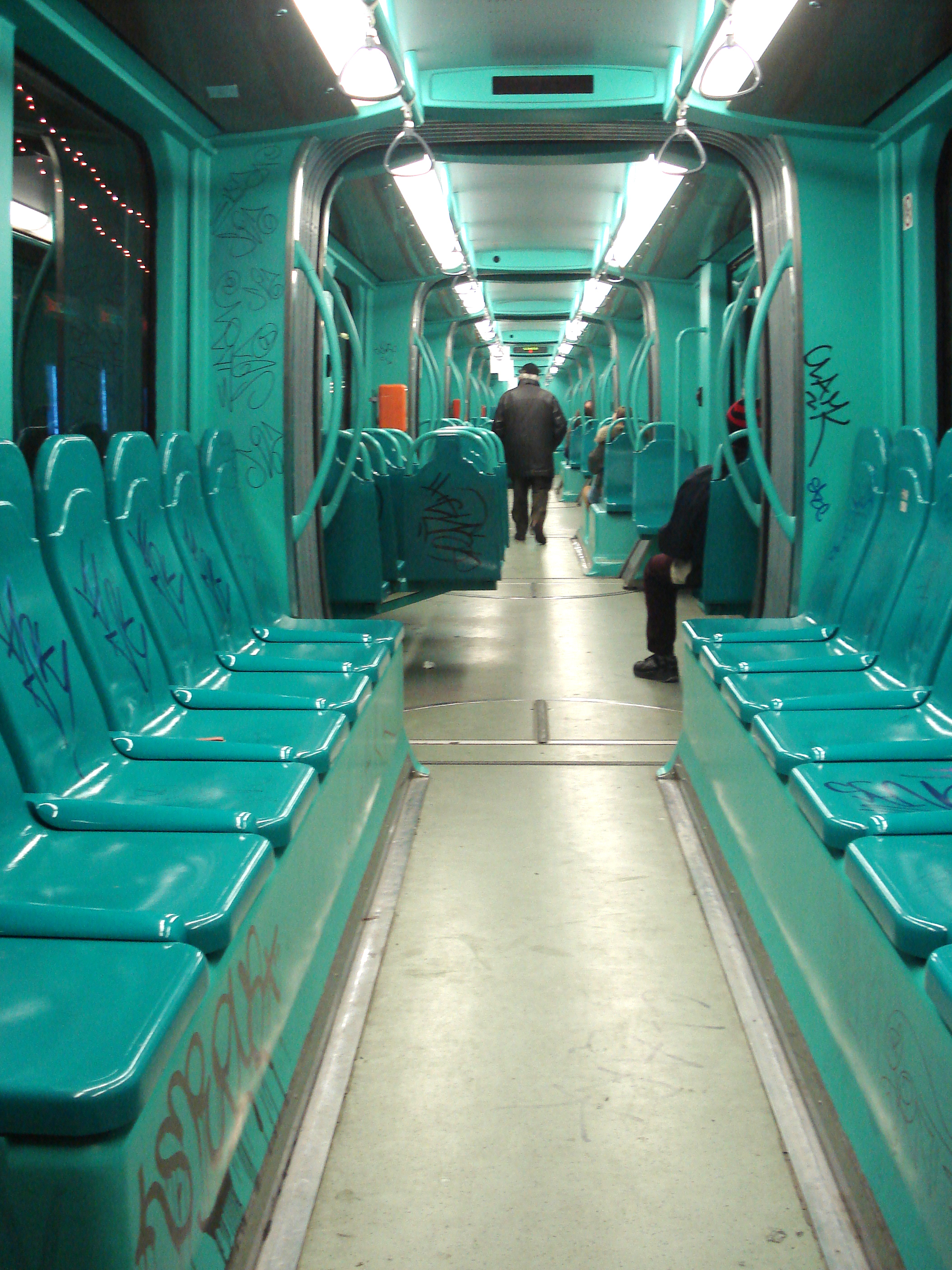
車内
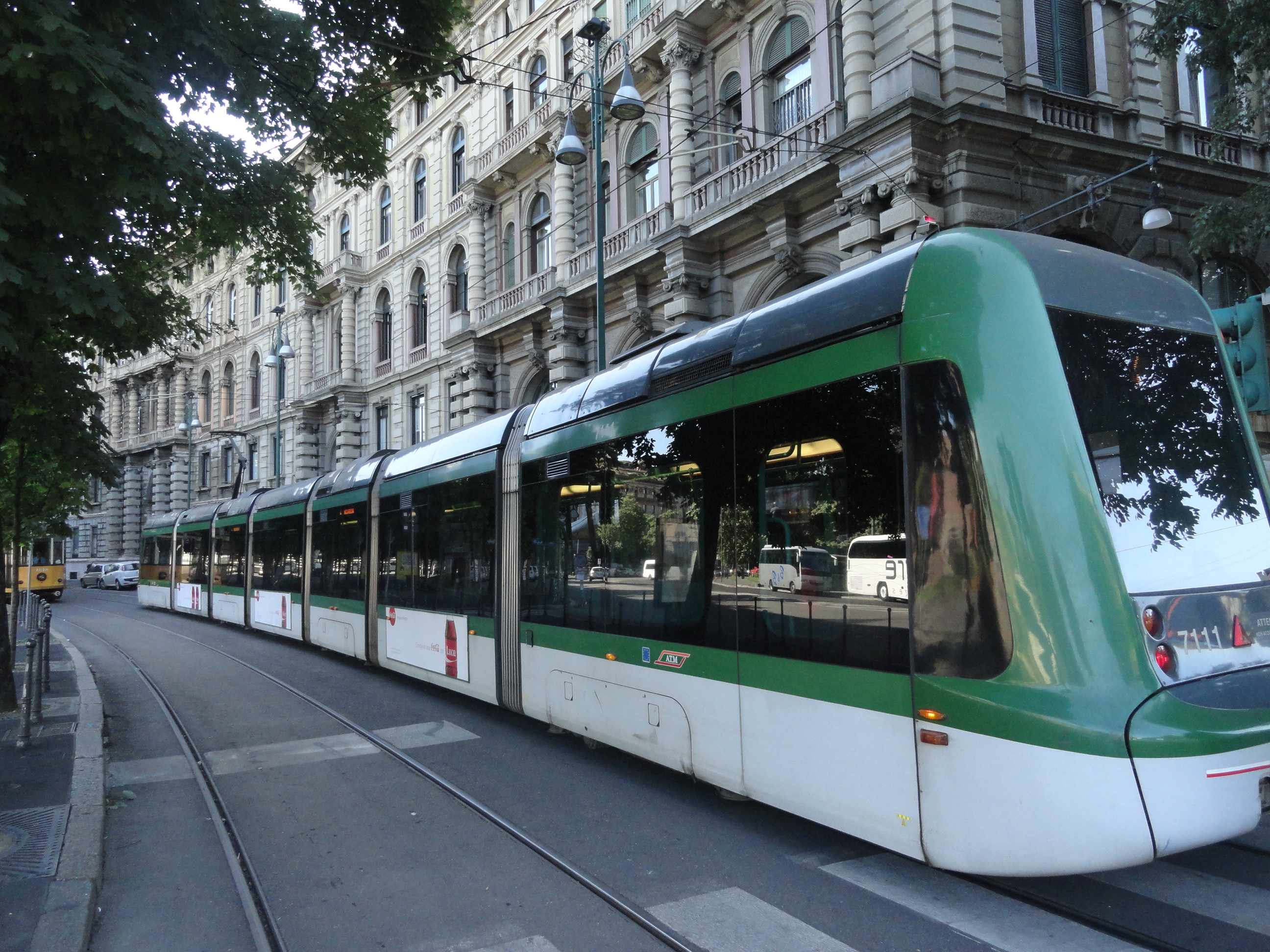
後部車体には運転台が無い（2013年撮影）

2009年までに48両が導入され、高規格化が行われた系統で使用されている。塗装については、導入当初は緑色を基調とし、窓周りを黒色、車体下部を白色としていたが、2021年以降1500形の導入当初の塗装を基にした、白色と黄色を基調とした「ジャッロ・ミラノ（Giallo Milano）」と呼ばれる塗装への変更が進められている。

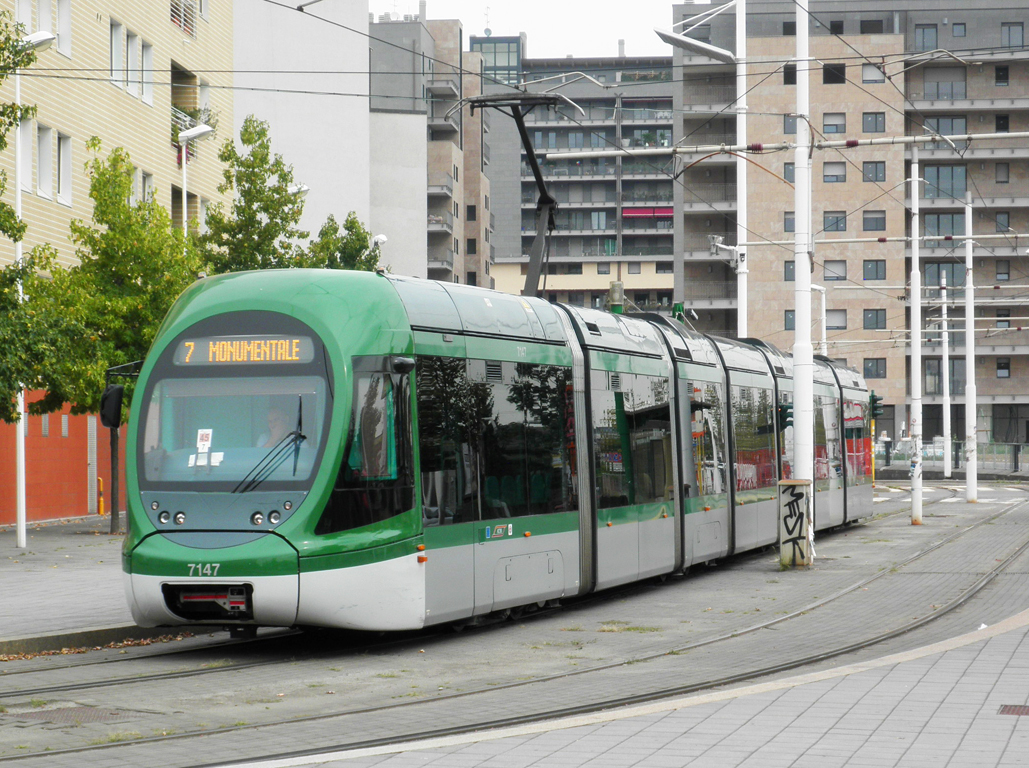
導入当初の塗装の7100形（7147）（2011年撮影）
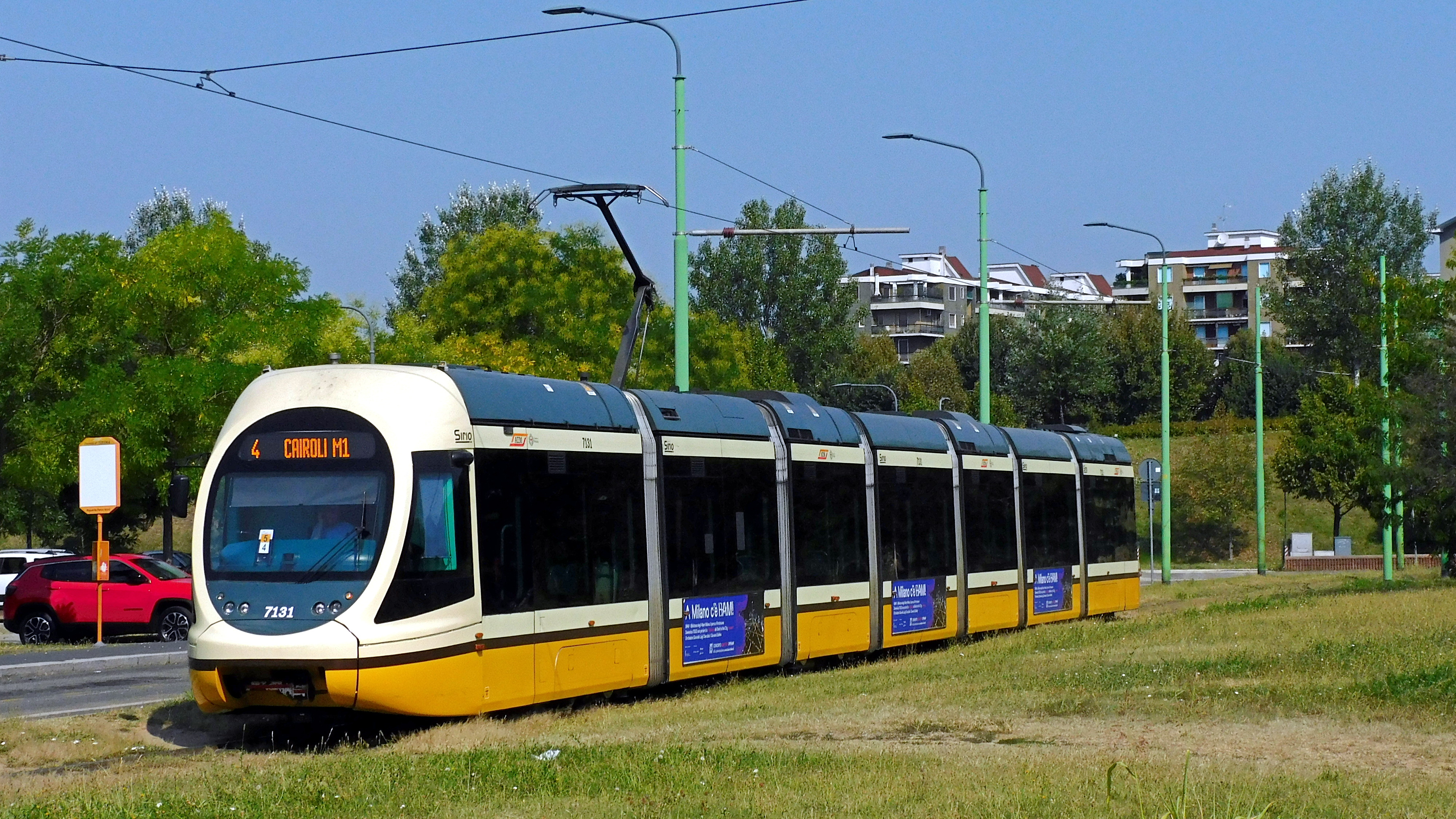
黄色と白色を主体とした塗装の7100形（7131）（2023年撮影）

## 関連形式
- 7500形・7600形 - ミラノ市電に在籍する「シリオ」。7100形よりも全長が短い5車体連接車で「シリエット（Sirietto）」とも呼ばれる[1][5]。

- 7500形（7524）

## 参考資料
- Pietro Ferrari (aprile 2002). “Sirio brilla a Milano”. I Treni (236):  28-31.

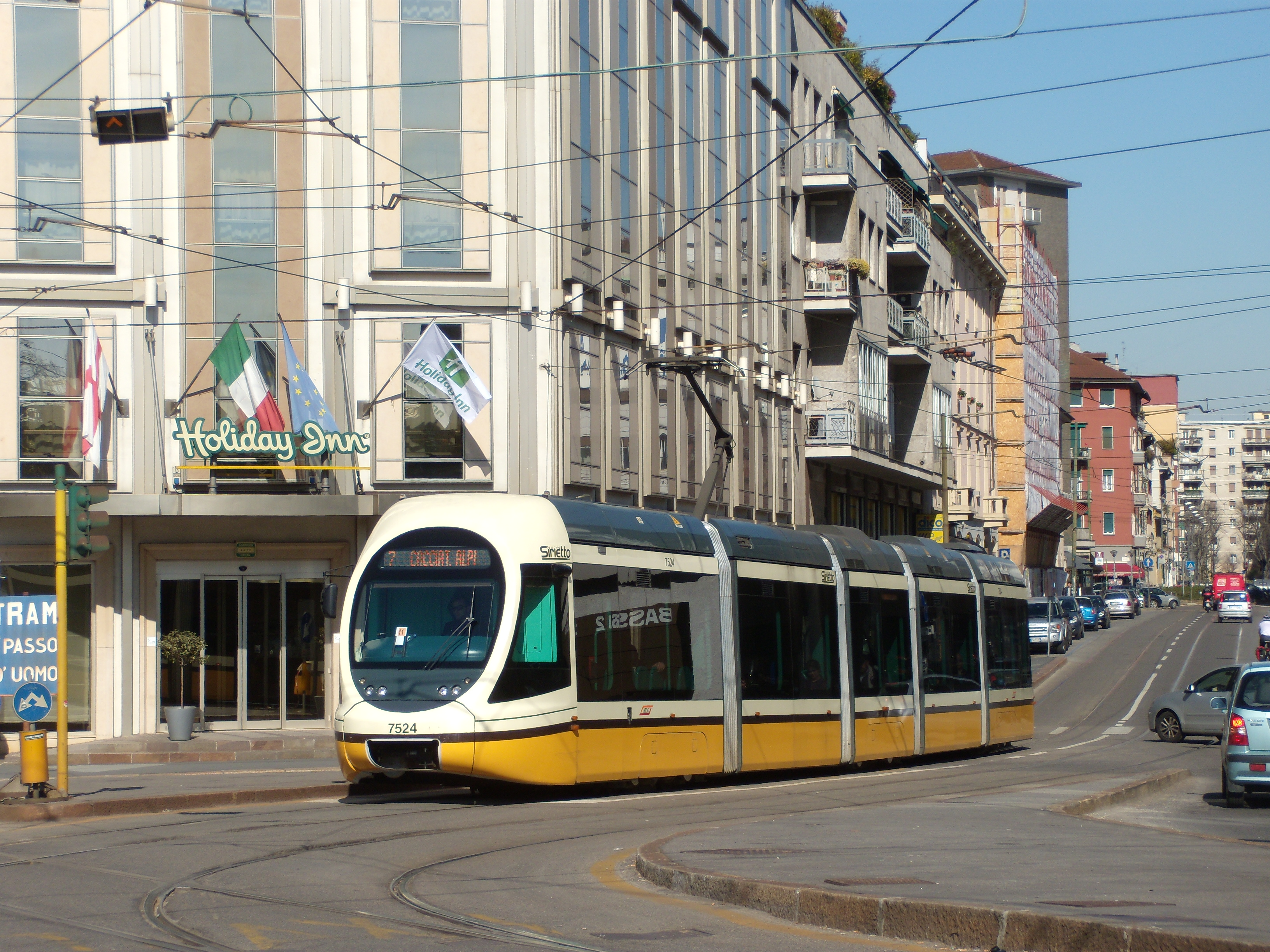
Neil Pulling (October 2017). “SYSTEMS FACTFILE: No.120 Milan, Italy”. Tramways & Urban Transit (LRTA) 958:  304-308.  オリジナルの2019-08-12時点におけるアーカイブ。 2024年12月3日閲覧。.